# Jimmy Gets High
Jimmy Gets High è un singolo del cantante canadese Daniel Powter, pubblicato il 19 agosto 2005 come secondo estratto dal secondo album in studio Daniel Powter.

## Tracce
CD Maxi
1. Jimmy Gets High – 3:41
2. Song 6 (Live) – 2:47
3. Bad Day (Live) – 3:32

## Classifiche
| Classifica (2005) | Posizione massima |
| ----------------- | ----------------- |
| Belgio (Fiandre)  | 46                |
| Belgio (Vallonia) | 43                |
| Paesi Bassi       | 71                |
| Svezia            | 41                |
| Svizzera          | 58                |